# Lui, lei, l'altra
Lui, lei, l'altra (The Saturday Night Kid) è un film statunitense del 1929 diretto da A. Edward Sutherland.
Esso è basato sull'opera teatrale Love 'Em and Leave 'Em (1926) di George Abbott e John V. A. Weaver.